# Зубалов, Лев Константинович
Лев Константинович Зуба́лов (Леван-Иосиф Зубалашвили; 1853 — 17 декабря 1914) — русский предприниматель, благотворитель, коллекционер из рода Зубалашвили, тифлисских армян. Директор страхового общества «Якорь».

## Биография
Родился в 1853 году в г.Тифлис в армянской семье отставного штабс-капитана, владельца караван-сарая в г. Тифлис и нефтяных промыслов в г. Баку — Константина Яковлевича Зубалова. С пятнадцати лет жил в Одессе, где обучался в частной классической гимназии. До 1880-х годов жил в Тифлисе и служил в канцелярии генерал-губернатора. С 1880-х годов, после переезда в Москву, помогал отцу вести дела. Впоследствии вместе с братьями — Степаном, Петром и Яковом — владел нефтяными промыслами в Баку под основанной в 1885 году фирмой «К. Я. Зубалова наследники».
Став состоятельным предпринимателем, в 1900-е годы Зубалов жертвовал значительные средства Московскому городскому общественному управлению: для попечительства о бедных, для больных и раненых воинов армий союзных государств Балканского полуострова; на оборудование и содержание госпиталя на Николо-Ямской улице (1914) и госпиталя на 150 коек в имении Зубаловых близ станции Одинцово Звенигородского уезда Московской губернии (1914); на пособия семьям фронтовиков — через Комитет великой княгини Елизаветы Фёдоровны. Был членом Общества пособия нуждающимся студентам Московского университета, почётным членом Общества распространения грамотности среди грузинского населения Кавказского наместничества, почётным членом Грузинского благотворительного общества г.Тифлис. После смерти отца выстроил в память о нём Народный дом Зубалова в Тифлисе (ныне его занимает Тбилисский академический театр имени К. Марджанишвили).
Лев Константинович Зубалов владел одной из лучших в Москве коллекций западноевропейской и русской живописи, старинных предметов искусства из серебра, фарфора, фаянса, стекла, а также мебелью, шпалерами, часами, иконами, восточными коврами. С 1904 года его коллекция размещалась в особняке на Садовой-Черногрязской улице, 6 (работы архитекторов К. М. Вишневецкого и В. Г. Залесского). Умер от кровоизлияния в мозг в 1914 году, в Москве. Могила Льва Константиновича, вместе с кладбищем Скорбященского монастыря, уничтожена. Подмосковное имение Зубалово стало впоследствии дачей Сталина. В память о братьях Зубалавшили их имя носит одна из центральных улиц Тбилиси.

## Судьба коллекции
В сентябре 1917 года наследники Зубалова (вдова Ольга Ивановна и сын Лев), будучи почётными членами Румянцевского музея, передали коллекцию в этот музей. В 1918—1921 годах, уже в бывшем особняке Зубаловых работали филиал Румянцевского музея и Центральное хранилище Государственного музейного фонда.
В связи с ликвидацией в 1923 Румянцевского музея, картины западноевропейских мастеров поступили в Музей изящных искусств и Эрмитаж; русская живопись — в Государственную Третьяковскую галерею, около 900 предметов коллекции — в Музей фарфора (ныне Музей керамики в усадьбе Кусково). Большая часть предметов из бронзы поступила в «Госторг» и была распродана через антикварные магазины.